# Zamia dressleri
Zamia dressleri är en kärlväxtart som beskrevs av Dennis William Stevenson. Zamia dressleri ingår i släktet Zamia och familjen Zamiaceae. IUCN kategoriserar arten globalt som starkt hotad. Inga underarter finns listade i Catalogue of Life.